# Reza Hormes-Ravenstijn
Reza Hormes-Ravenstijn, née le 6 février 1967, à Beek est une coureuse cycliste néerlandaise. Spécialiste du cyclo-cross, elle a été championne des Pays-Bas de cette discipline et s'est classée trois fois parmi les dix premières des championnats du monde.

## Palmarès en cyclo-cross
- 1994-1995
  -  Championne des Pays-Bas de cyclo-cross

- 1995-1996
  - Cyclo-cross de Gieten
  - Reusel
  - Surhuisterveen Centrumcross
  - 3e du championnat des Pays-Bas de cyclo-cross

- 1996-1997
  - Berlicum
  - Amersfoort
  - Amsterdam
  - Lieshout
  - Sint-Michielsgestel
  - 2e du championnat des Pays-Bas de cyclo-cross

- 1997-1998
  - Berlicum

- - 2e du championnat des Pays-Bas de cyclo-cross

- 2000-2001
  - 10e du championnat du monde

- 2001-2002
  - 7e du championnat du monde

- 2002-2003
  - Cyclo-cross de Gieten
  - Amersfoort
  - Erp
  - Moergestel

- 2003-2004
  - Cyclo-cross de Gieten
  - Sint-Michielsgestel
  - Huijbergen
  - Grand Prix Adrie van der Poel
  - 4e de la Coupe du monde de cyclo-cross
  - 9e du championnat du monde

- 2004-2005
  - Harderwijk
  - Huijbergen
  - Hilversum
  - Surhuisterveen Centrumcross

- 2005-2006
  - Krawatencross
  - 3e du championnat des Pays-Bas de cyclo-cross

- 2006-2007
  - Wouden
  - Herford Cyclocross
  - Krawatencross
  - 3e du championnat des Pays-Bas de cyclo-cross

- 2007-2008
  - Almelo
  - Boxtel
  - Zeddam
  - 2e du Trophée Gazet van Antwerpen

- 2008-2009
  - Veghel-Eerde

## Palmarès en VTT
- 1995
  - 3e du championnat des Pays-Bas de cross-country
- 2009
  - 2e du championnat des Pays-Bas de cross-country